# Heinz Hesemann
Heinz Hesemann (* 17. September 1910 in Ratibor, Provinz Schlesien; † April 1945 in der Nähe von Ratibor) war ein deutscher Landrat.

## Leben
Als Sohn eines Oberingenieurs geboren, studierte Hesemann nach dem Besuch des Gymnasiums in Ratibor und einem Jahr in England Rechtswissenschaften in Heidelberg und Göttingen. Während seines Studiums wurde er 1931 Mitglied der Burschenschaft Allemannia Heidelberg. Nach seinen Examina 1935 und 1938 wurde er Regierungsassessor in Ratibor und 1939 in Birkenfeld. Von 1941 bis 1944 war er Landrat im Kreis Berent, dabei übernahm er erst am 1. Januar 1943 offiziell dieses Amt. Von 1939 bis 1940 und wieder ab 1944 leistete er Kriegsdienst als Ordonnanzoffizier und Leutnant der Reserve. Er fiel bei Kämpfen nähe Ratibor.